# Ölandsgås

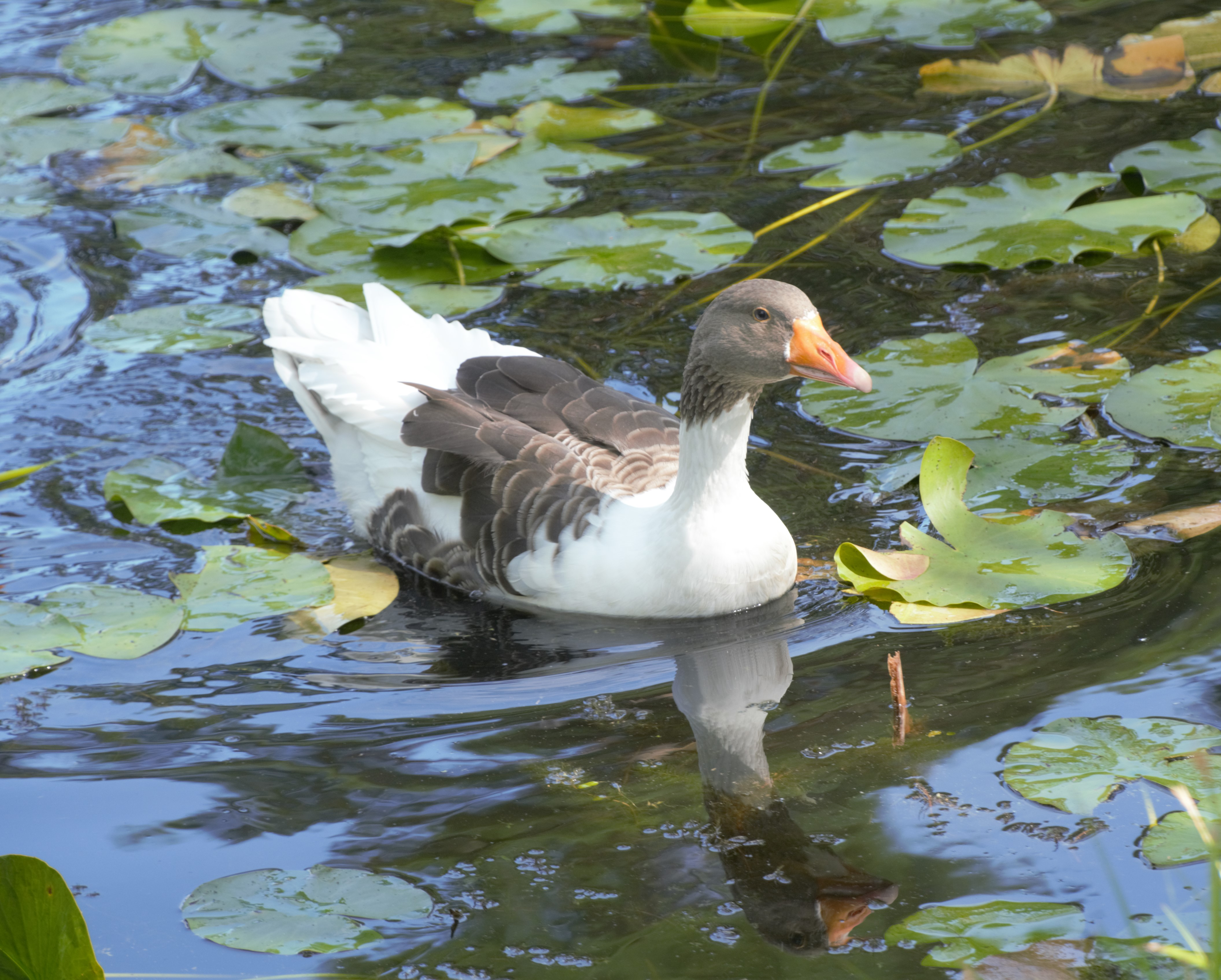
En Ölandsgås på Torekällberget i Södertälje.

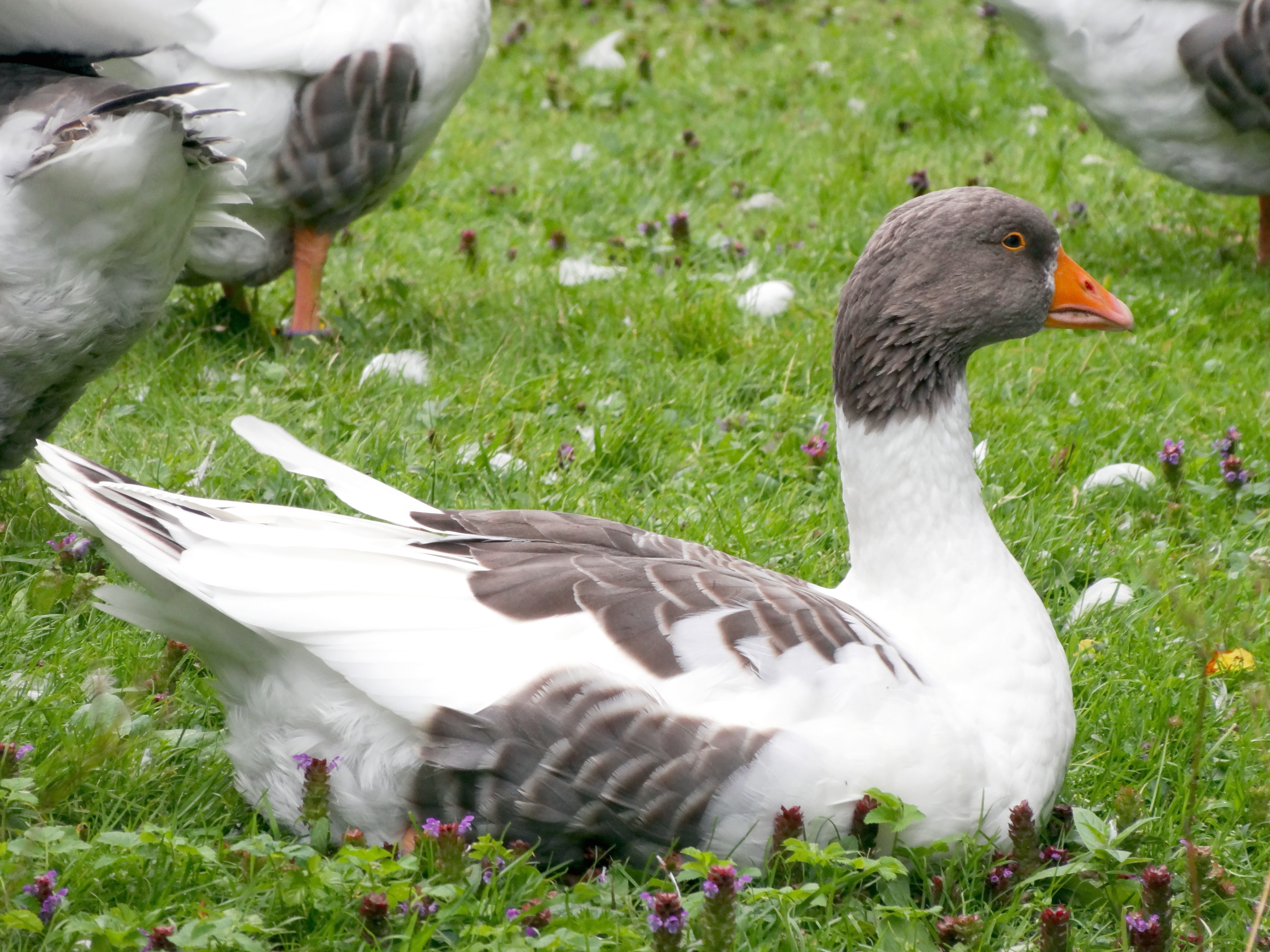
En Ölandsgås i Slottsskogen i Göteborg.

Ölandsgås var under 1800-talet en mycket vanlig lantras på Öland och i Götaland. Rasen har behållit sina ursprungliga drag på grund av Ölands fastlandisolering, vilken har inneburit att den har goda ruvar- och moderegenskaper vid sidan av sin härdighet.
Med undantag av ölandsgås och skånegås har de lokalt anpassade svenska gåsraserna försvunnit.

## Nystart
Den gamla ölandsgåsen var liten och flygförmögen och antas har stått grågåsen nära. I början av 1930-talet betraktades ölandsgåsen som en sällsynthet och man förmodade till slut att rasen var försvunnen. Men rasen dök upp igen på 1960-talet, då en flock djur som levt i Skåne sedan 1920-talet blev kända. 
Från ett enda par av dessa härstammar den moderna ölandgåsen, vilken är vit och grå till färgen. Svenska Lanthönsklubben arbetar för att rädda och bevara den gamla lantrasen bland annat genom att upprätthålla en genbank. År 2013 fanns det 34 besättningar med sammanlagt 118 registrerade ölandsgäss i genbanksregistret. En flock ölandsgäss finns vid Nordens Ark i Hunnebostrand, och på Vallby Friluftsmuseum i Västerås.